# Балзукевич, Люция

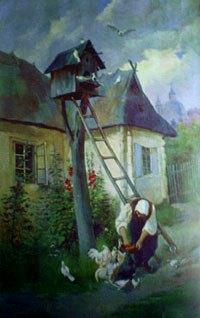
Двор. Женщина кормящая птиц. 1910

Люция Балзукевич (пол. Łucja Bałzukiewicz; 13 декабря 1887 - 11 мая 1976) — польская художница, педагог.

## Биография
Дочь художника Винценты Балзукевича. Сестра художника  Юзефа и скульптора  Болеслава Балзукевичей.
Обучалась живописи в Виленской Рисовальной школе под руководством Ивана Трутнева. 
В 1907-1909 годах продолжила учёбу в Париже у Ольги Бознанской и Анри Мартина (1860-1943). 
В 1909-1946 годах жила в Вильно, преподавала рисунок в гимназии им. Лелевеля. В 1946 году поселилась в Люблине. С 1967 года —  член группы консервативных визуальных художников "Zachęta".
В послевоенный период, в основном, писала  картины сакрального жанра для многих церквей, в том числе в Люблине. Автор пейзажей, натюрмортов и портретов.  
Её творчеству были посвящены две персональные выставки в Люблине (1962 и 1970).

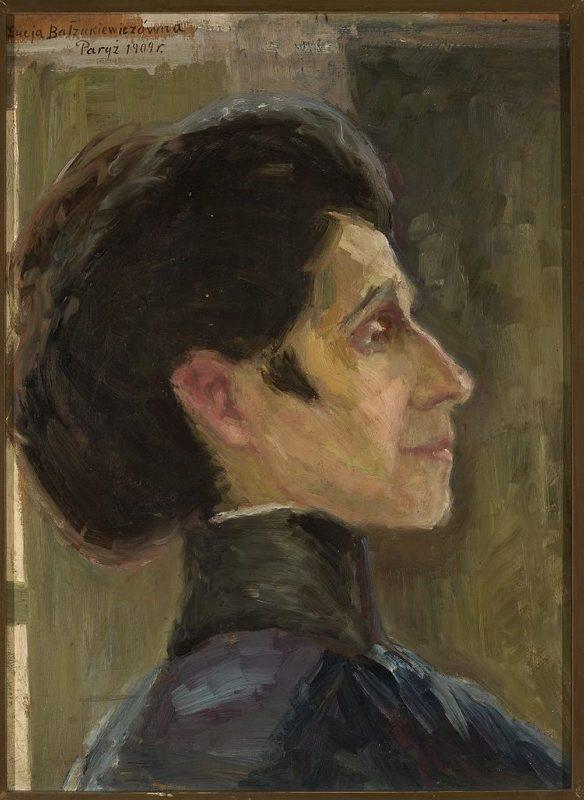
Портрет  Ольги Бознанской. 1909 (Национальный музей (Варшава))
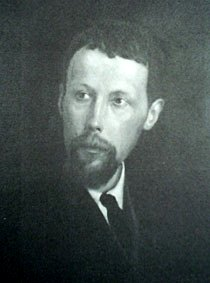
Портрет А. Вивульского. 1919 (Национальный музей (Варшава))
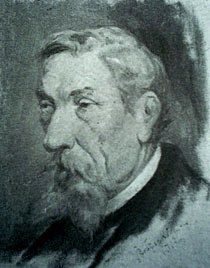
Портрет В. А. Следзинского. 1913 (Национальный музей Литвы)